# Citharognathus hosei
Citharognathus hosei là một loài nhện thuộc họ Theraphosidae.